# MUHBA El Call
MUHBA El Call es un espacio del Museo de Historia de Barcelona (MUHBA) situado en el corazón del barrio judío de Barcelona (en catalán: Call de Barcelona), cuyo objetivo es relatar la trayectoria de la comunidad judía de Barcelona en relación con la historia de la ciudad y el esplendor de su legado cultural.

## Contexto histórico
Los judíos llegaron a Barcino poco después de la fundación de esta colonia romana, se debieron de mantener en tiempos de los visigodos, y en época carolingia su presencia ya aparece bien documentada. Hacia finales del siglo xi, el call ya estaba delimitado y su población agrupada.

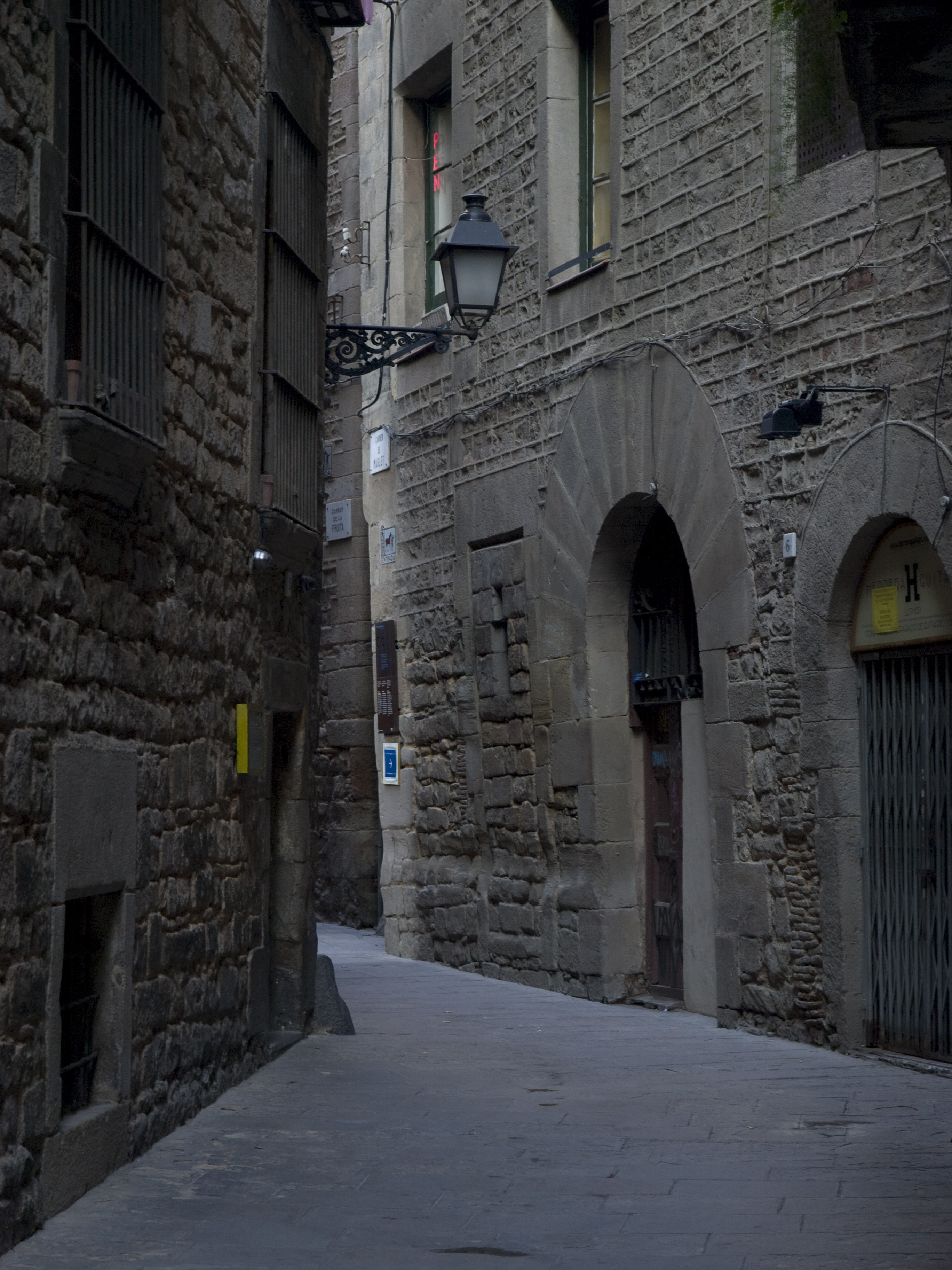
Callejuela del Call de Barcelona

La comunidad judía de Barcelona fue la más importante y numerosa de la corona de Aragón, llegando algunos de sus miembros a ocupar cargos importantes en la corte, como médicos o administradores, mientras que en la comunidad destacaron algunas personalidades como Hasday Cresques, considerado uno de los filósofos judíos medievales más importantes. Debido a la densidad de la población, se creó en 1257 el Call Menor, convirtiendo a Barcelona en una de muy pocas ciudades europeas con dos barrios judíos. Fuera de la ciudad, en el Montjuïc (literalmente, el monte judío), se levantó el famoso cementerio judío.
Sin embargo, tanto los pogromos (como el de 1391) como la implantación de la nueva inquisición en 1478 provocaron que muchos decidieran marcharse años antes de la expulsión de los judíos en 1492.
A día de hoy, del call medieval se mantiene el trazado de sus calles y se conserva abundante documentación en los archivos de la ciudad de Barcelona.

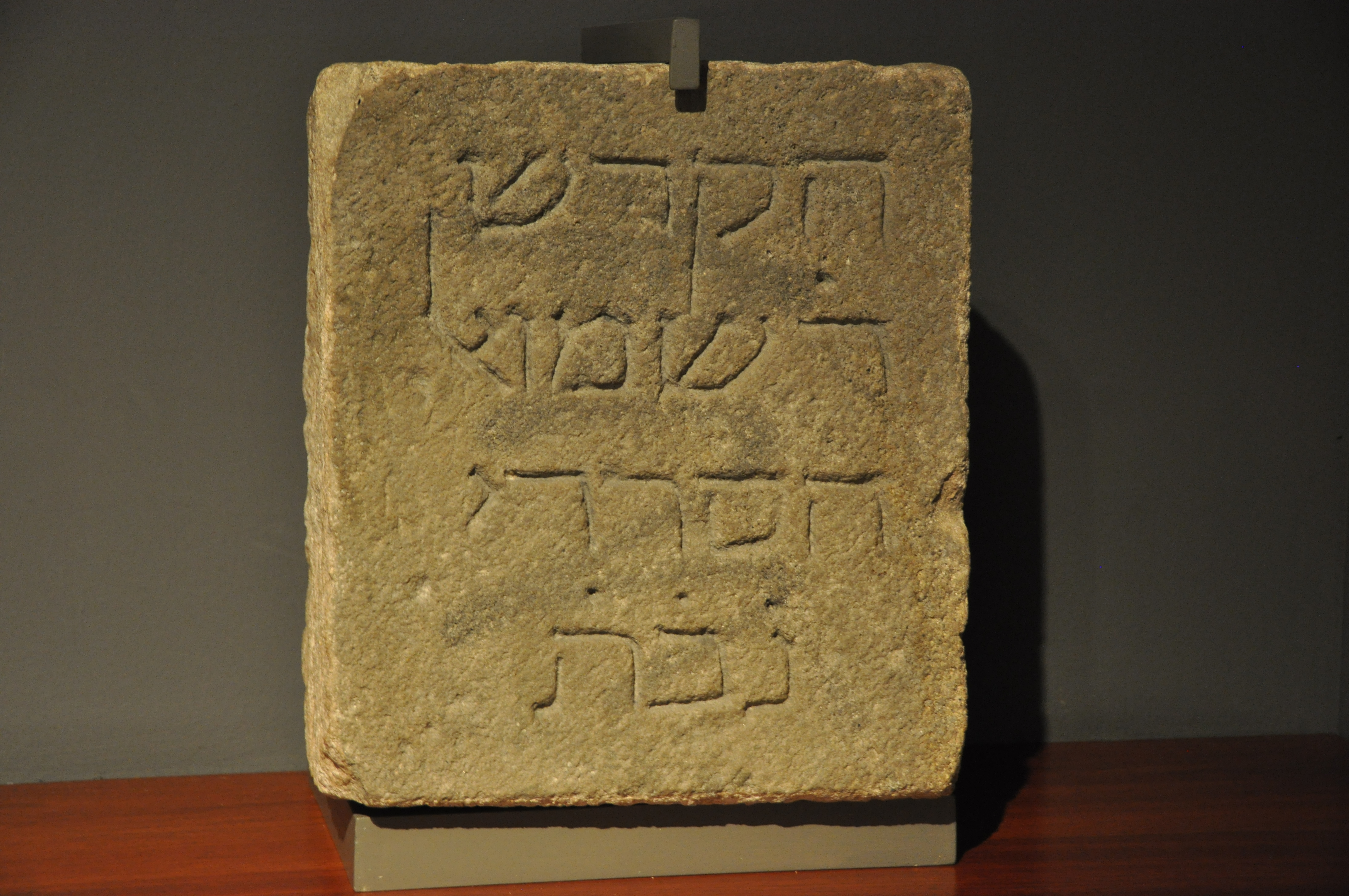
Lápida conmemorativa de la fundació de l'hospital jueu, MUHBA Call de Barcelona

## Antecedentes y ubicación
Desde 2008, el Museo de Historia de Barcelona ha dirigido investigaciones con el fin de divulgar la historia del judaísmo barcelonés a través de piezas recuperadas durante los trabajos realizados por una docena de arqueólogos, usando como repositorio a un antiguo edificio en pleno centro de la antigua judería.
Inaugurado en marzo de 2015 como Centre d'Interpretació del Call, el centro museístico se instaló en este mismo edificio de origen medieval y con restos conservados de los siglos xiii y xiv, el cual fue originalmente propiedad de Jucef (Yosef) Bonhiac, tejedor de velos, según consta en un documento del siglo xiv. El edificio fue modificado a lo largo de los siglos y se pueden observar los cambios de las dos fachadas y las transformaciones de los siglos xix y xx.

## Exhibición y actividades
Los objetos exhibidos de los siglos xiii y xiv fueron recuperados en excavaciones arqueológicas de la zona, e incluyen januquiás (lámparas rituales), vajilla con caracteres hebreos, lápidas funerarias con inscripciones en hebreo y un facsímil del siglo xv de la Hagadá de Sarajevo, en sí realizada en Barcelona en 1350 (el original se conserva en el Museo Nacional de Bosnia y Herzegovina). El facsímil contiene además representaciones de escenas del siglo xv, lo que lo convierte en una pieza singular.
El museo se ha estructurado en tres ámbitos:
- En el primer ámbito, de acceso libre, se explica la topografía del call: sus límites, su trama urbana, sus edificios singulares y demás elementos patrimoniales que existen o existían en el pasado. Para ello, se ha redactado una guía interactiva en cuatro idiomas que corresponde a la Guia d'Història Urbana Call/BCN, que se puede adquirir en el propio centro.
- En el segundo ámbito, situado en la planta baja, se expone la historia del Call, desde la formación de la comunidad judía hasta su desaparición en 1391 y la aparición de los conversos.
- El tercer ámbito, que ocupa la totalidad de la planta superior, se centra en el legado cultural de la judería barcelonesa a través de las historias de sus tres principales eruditos medievales: Abraham bar Hiyya, Salomón ben Adret y Hasday Cresques.

El museo ofrece también exhibiciones temporales, como la exposición Hagadás Barcelona: El esplendor judío del gótico catalán, de 2015, o Salomó ben Adret de Barcelona (1235-1310): Triunfo de una ortodoxia, de 2019, entre muchas otras.
Entre las actividades del centro se incluyen las excursiones en el barrio judío —Madrugadas del Call—, sesiones de debate sobre el Barcelona medieval y la comunidad judía, discursos impartidos por expertos en historia y cultura hebreas, degustación de la cocina judeocatalana, sesiones de crónicas judías, actividades escolares y cursos de verano para niños.